# Thelyphonus leucurus
Thelyphonus leucurus är en spindeldjursart som beskrevs av Pocock 1898. Thelyphonus leucurus ingår i släktet Thelyphonus och familjen Thelyphonidae. Inga underarter finns listade i Catalogue of Life.